# 明尼 (佛罗里达州)
明尼（英語：Minneola），是美国佛罗里达州萊克縣下属的一座城市。建立于1926年。面积约为8.3平方公里（约合3.3平方英里）。根据2010年美国人口普查，该市有人口9,403人。论人口在本州排行第165。